# 格蕾丝·琼斯

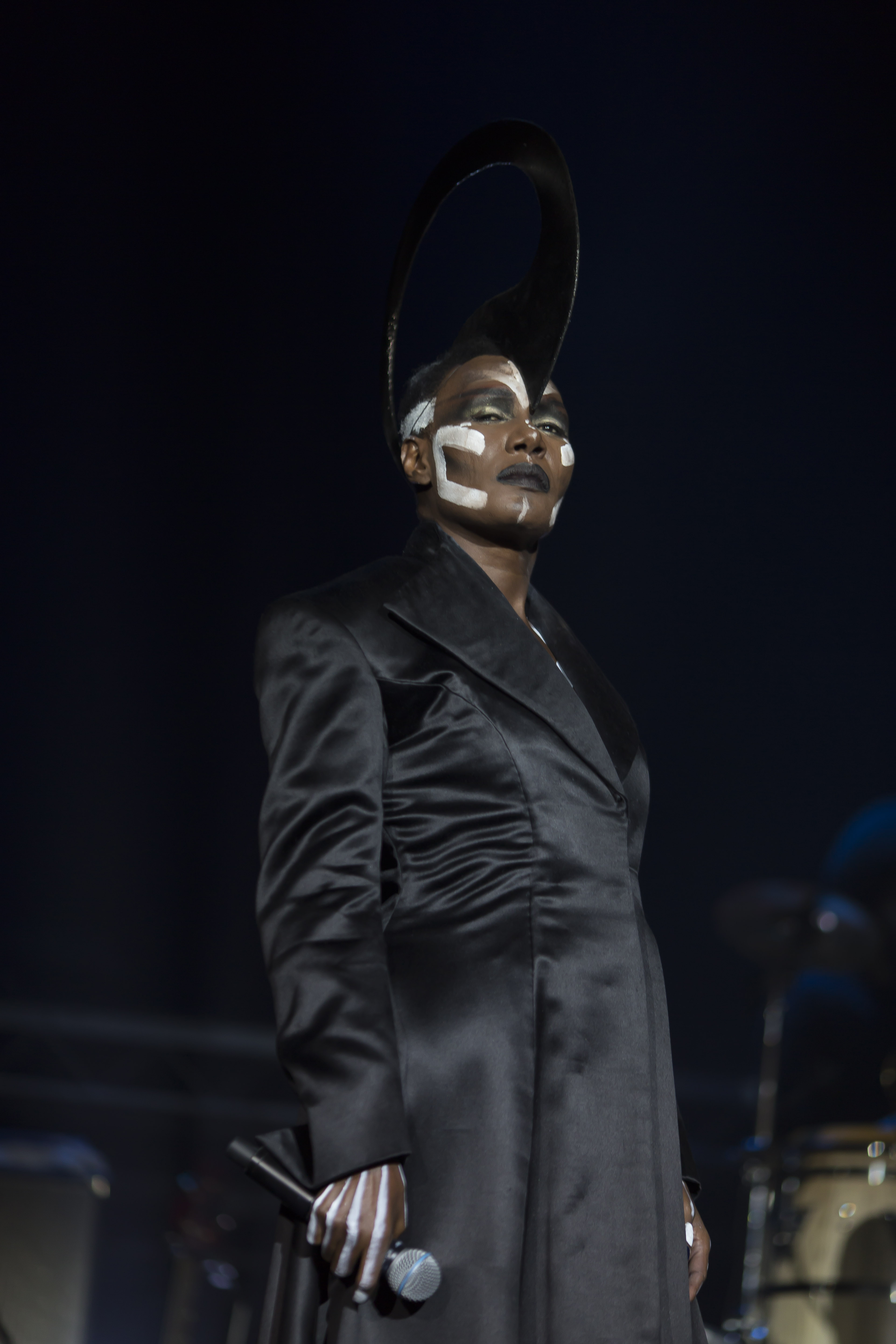
格蕾丝·琼斯

格蕾丝·贝弗利·琼斯（Grace Beverly Jones OJ，1948年5月19日—）是一位牙买加裔美国歌手、词曲作家、模特、演员 。琼斯出生在牙买加，她在十几岁时随家人移居美国纽约州锡拉丘兹。琼斯的模特生涯始于纽约州，之后又來到巴黎，为圣罗兰、凯卓等时尚品牌工作，她曾登上《Elle》、《Vogue》等杂志的封面。